# Николаев, Василий Фёдорович
Васи́лий Фёдорович Никола́ев (1910, дер. Троицкое, Московская губерния — 17 декабря 1969, Багдад, Ирак) — советский партийный деятель, дипломат. Чрезвычайный и полномочный посол.

## Биография
Член ВКП(б). Окончил Всесоюзный коммунистический университет имени Я. М. Свердлова (1936).
- В 1941—1944 годах — первый секретарь Северо-Казахстанского обкома ВКП(б).
- В 1945—1948 годах — секретарь Одесского городского комитета КП(б) Украины.
- В 1948—1951 годах — слушатель Академии общественных наук при ЦК ВКП(б).
- В 1954—1956 годах — сотрудник центрального аппарата МИД СССР.
- В 1956—1960 годах — советник посольства СССР в Румынии.
- В 1960—1962 годах — сотрудник центрального аппарата МИД СССР.
- В 1962—1965 годах — советник-посланник посольства СССР в Чехословакии.
- С 7 августа 1965 по 17 декабря 1969 года — чрезвычайный и полномочный посол СССР в Ираке[1].

Умер 17 декабря 1969 года в Багдаде. Похоронен в Москве на Новодевичьем кладбище.

## Награды
- 2 ордена Трудового Красного Знамени
- 2 ордена «Знак Почёта»
- медали